# Lentisphaerae
Lentisphaerae — недавно описаний відділ бактерій, представники якого були ізольовані з морської води та наземних анаеробних середовищ. Тип утворює кладу (Chlamydiae/Verrucomicrobia) із двома іншими типами (відповідно, Chlamydiae і Verrucomicrobia).